# フランシス・ウィラビー (第2代ミドルトン男爵)
第2代ミドルトン男爵フランシス・ウィラビー（英語: Francis Willoughby, 2nd Baron Middleton、1692年9月29日 – 1758年7月31日）は、グレートブリテン王国の貴族、政治家。

## 生涯
初代ミドルトン男爵トマス・ウィラビーとエリザベス・ロスウェル（Elizabeth Rothwell、初代準男爵サー・リチャード・ロスウェルの娘）の息子として、1692年9月29日に生まれた。1706年から1707年までイートン・カレッジで教育を受けた後、1709年4月9日にケンブリッジ大学ジーザス・カレッジに入学、1712年にM.A.の学位を修得した。
父は1712年にミドルトン男爵に叙されると、フランシスの政界入りを準備し、同年にフランシスがノッティンガムの市民権（freeman）を得るようにした上、次の総選挙までにフランシスが成人（21歳）にならず庶民院議員への被選挙権を得られないことを憂慮したが、フランシスは最終的には1713年イギリス総選挙では21歳になるまであと数週間あったにもかかわらずノッティンガムシャー選挙区で無投票当選した。1715年イギリス総選挙で再び無投票当選した後、1722年イギリス総選挙ではノッティンガムシャー選挙区で得票数4位（1,257票）になり落選したが、タムワース選挙区では得票数2位（144票）で当選した。1727年イギリス総選挙では立候補せず議員を退任した。庶民院では活動的ではなかったという。
1729年4月2日に父が死去すると、ミドルトン男爵の爵位を継承した。
1758年7月31日にバースで死去、ウォラトンで埋葬された。息子フランシスが爵位を継承した。

## 家族
1723年7月25日、メアリー・エドワーズ（Mary Edwards、1703年頃 – 1762年3月11日、トマス・エドワーズの娘）と結婚、2男1女をもうけた。
- フランシス（1726年 – 1774年） - 第3代ミドルトン男爵
- トマス（1728年 – 1781年） - 第4代ミドルトン男爵
- 女子